# Белоглинский район
Белогли́нский райо́н — административно-территориальная единица и муниципальное образование (муниципальный район) в составе Краснодарского края Российской Федерации.
Административный центр — село Белая Глина.

## География
Площадь территории района составляет 1 494 км². Расположен в северной природно-климатической зоне Краснодарского края. На севере и северо-востоке граничит с Ростовской областью, на востоке и юге — со Ставропольским краем, на западе — с Новопокровским районом Краснодарского края.

## История
Район был образован 2 июня 1924 года в составе Сальского округа Юго-Восточной области.
С 16 ноября 1924 года район в составе Северо-Кавказского края, с 10 января 1934 года — в составе Азово-Черноморского края, с 13 сентября 1937 года — в составе Краснодарского края.
22 августа 1953 года в состав Белоглинского района вошли 3 сельсовета упразднённого Ильинского района: Новолокинский, Туркинский, Успенский.
1 февраля 1963 года Белоглинский район был упразднён, а его территория включена в состав Новопокровского района.
30 декабря 1966 года Белоглинский район был восстановлен в своих прежних границах.

## Население
| 1939    | 1959    | 1970    | 1979    | 1989    | 2002    | 2006    | 2010    | 2011    |
| ------- | ------- | ------- | ------- | ------- | ------- | ------- | ------- | ------- |
| 25 883  | ↗36 401 | ↗38 820 | ↘35 832 | ↘33 459 | ↗33 477 | ↘32 871 | ↘31 303 | ↘31 237 |
| 2012    | 2013    | 2014    | 2015    | 2016    | 2017    | 2018    | 2019    | 2020    |
| ↘30 979 | ↘30 727 | ↘30 584 | ↘30 486 | ↘30 460 | ↗30 570 | ↘30 528 | ↘30 441 | ↘30 400 |
| 2021    | 2023    | 2025    |         |         |         |         |         |         |
| ↘30 171 | ↘29 588 | ↘29 067 |         |         |         |         |         |         |

Население района на 01.01.2006 года составляло 32871 человек, все — сельские жители. Среди всего населения мужчины составляли — 46,1 %, женщины — 53,9 %. Женского населения фертильного возраста — 8092 человека (45,6 % от общей численности женщин).
Дети от 0 до 17 лет — 6815 (20,7 % всего населения), взрослых — 26056 человек (79,3 %). В общей численности населения 18654 (56,8 %) — лица трудоспособного возраста, 26,2 % — пенсионеры.
Национальный состав
По данным Всероссийской переписи населения 2010 года:
| Народ                     | Численность, чел. | Доля от всего населения, % |
| ------------------------- | ----------------- | -------------------------- |
| русские                   | 29 462            | 94,12 %                    |
| армяне                    | 427               | 1,36 %                     |
| другие                    | 1 055             | 3,37 %                     |
| не указано национальность | 359               | 1,15 %                     |
| Всего                     | 31 303            | 100,0 %                    |

По итогам переписи населения 2020 года проживали следующие национальности (национальности менее 0,1 % и другое см. в сноске к строке «Другие»):
| Национальность | Численность, чел. | Доля     |
| -------------- | ----------------- | -------- |
| Русские        | 28 869            | 95,68 %  |
| Армяне         | 314               | 1,04 %   |
| Цыгане         | 242               | 0,80 %   |
| Украинцы       | 109               | 0,36 %   |
| Азербайджанцы  | 74                | 0,25 %   |
| Татары         | 45                | 0,15 %   |
| Грузины        | 31                | 0,10 %   |
| Другие         | 487               | 1,62 %   |
| Итого          | 30 171            | 100,00 % |

## Административно-муниципальное устройство
В рамках административно-территориального устройства края, Белоглинский район включает 4 сельских округа.
В рамках организации местного самоуправления в Белоглинский район входят 4 муниципальных образования нижнего уровня со статусом сельских поселений:
| № | Муниципальное образование         | Административный центр | Количество населённых пунктов | Население | Площадь, км² |
| - | --------------------------------- | ---------------------- | ----------------------------- | --------- | ------------ |
| 1 | Белоглинское сельское поселение   | село Белая Глина       | 1                             | ↘17 172   | 424,24       |
| 2 | Новопавловское сельское поселение | село Новопавловка      | 3                             | ↘4546     | 339,34       |
| 3 | Успенское сельское поселение      | станица Успенская      | 3                             | ↘5610     | 466,28       |
| 4 | Центральное сельское поселение    | посёлок Центральный    | 7                             | ↘2260     | 264,13       |

## Населённые пункты
В Белоглинском районе 14 населённых пунктов:
| №  | Населённый пункт | Тип     | Население | Муниципальное образование         |
| -- | ---------------- | ------- | --------- | --------------------------------- |
| 1  | Белая Глина      | село    | ↘17 172   | Белоглинское сельское поселение   |
| 2  | Восточный        | посёлок | ↘313      | Центральное сельское поселение    |
| 3  | Западный         | посёлок | ↘164      | Центральное сельское поселение    |
| 4  | Кулешовка        | село    | ↘1831     | Новопавловское сельское поселение |
| 5  | Магистральный    | посёлок | ↘200      | Центральное сельское поселение    |
| 6  | Меклета          | хутор   | ↘885      | Новопавловское сельское поселение |
| 7  | Новолокинская    | станица | ↘1025     | Успенское сельское поселение      |
| 8  | Новопавловка     | село    | ↘2514     | Новопавловское сельское поселение |
| 9  | Садовый          | посёлок | ↗211      | Центральное сельское поселение    |
| 10 | Селекционный     | посёлок | ↘428      | Центральное сельское поселение    |
| 11 | Семеноводческий  | посёлок | ↘239      | Центральное сельское поселение    |
| 12 | Туркинский       | хутор   | ↘811      | Успенское сельское поселение      |
| 13 | Успенская        | станица | ↘4100     | Успенское сельское поселение      |
| 14 | Центральный      | посёлок | ↘1177     | Центральное сельское поселение    |

## Транспорт
Через район проходят железнодорожная линия «Краснодар—Волгоград» и автодорога «Тихорецк—Сальск». Через пос. Магистральный проложена автомобильная магистраль «Ростов—Ставрополь».

## Экономика
В районе преобладает аграрный сектор, и перспективы экономического роста связаны с развитием сельскохозяйственного производства и перерабатывающей промышленности. Аграрный комплекс района представляют 13 хозяйств коллективного сектора, около 400 крестьянско-фермерских хозяйств и малых сельхозпредприятий. Крупные хозяйства занимаются производством зерна, подсолнечника, сахарной свеклы, молока, мяса. Одно узкоспециализированное предприятие выращивает плодовые культуры. В районе повышается культура земледелия, активно внедряются новые технологии, что позволяет получать хорошие урожаи даже при неблагоприятных климатических условиях.

## Библиотеки
В Белоглинском районе работают и предоставляют информационные услуги населению района 16 библиотек. Из них три библиотеки: МБУК «Белоглинская поселенческая детская библиотека», МБУК «Новопавловская поселенческая библиотека», Успенская детская библиотека, филиал 2, обслуживают детское население.